# Currie Cup 1995
La Currie Cup de 1995 fue la quincuagésima séptima edición del principal torneo de rugby provincial de Sudáfrica.
El campeón fue el equipo de Natal quienes obtuvieron su octavo campeonato.

## Clasificación
| Pos. | Equipo             | Encuentros | Encuentros | Encuentros | Encuentros | Tantos | Tantos | Tantos | Puntos |
| Pos. | Equipo             | PJ         | PG         | PE         | PP         | F      | C      | Dif    | Puntos |
| ---- | ------------------ | ---------- | ---------- | ---------- | ---------- | ------ | ------ | ------ | ------ |
| 1.º  | Natal              | 10         | 7          | 1          | 2          | 273    | 226    | +47    | 15     |
| 2.º  | Western Province   | 10         | 7          | 0          | 3          | 256    | 199    | +57    | 14     |
| 3.º  | Northern Transvaal | 10         | 6          | 1          | 3          | 287    | 163    | +124   | 13     |
| 4.º  | Transvaal          | 10         | 5          | 0          | 5          | 258    | 229    | +29    | 10     |
| 5.º  | Eastern Province   | 10         | 2          | 1          | 7          | 162    | 302    | -140   | 5      |
| 6.º  | Free State         | 10         | 1          | 1          | 6          | 203    | 320    | -117   | 3      |

|  | Finalistas. |

### Final
| 1 de octubre | Natal | 25 - 17 | Western Province | Kings Park Stadium, Durban |  |

### Campeón
| Bandera de Sudáfrica |
| Campeón Natal        |
| Tercer título        |